# Jankowa (województwo lubelskie)
Jankowa – wieś w Polsce położona w województwie lubelskim, w powiecie opolskim, w gminie Opole Lubelskie. 
W latach 1975–1998 administracyjnie należała do ówczesnego województwa lubelskiego. Posiada rolniczo-sadowniczy charakter. Prowadzona jest w niej agroturystyka "Zielony Zakątek".
Wieś wraz z osadami Pomorze i Kleniewo  stanowi sołectwo w gminie Opole Lubelskie. Według Narodowego Spisu Powszechnego z roku 2011 wieś liczyła 116 mieszkańców.